# Henryk Wojtasik
Henryk Wojtasik (ur. 23 marca 1930 w Chodzieży) – polski działacz samorządowy i inżynier budownictwa, w latach 1976–1979 prezydent Piły, w latach 1998–2000 starosta wałecki, były przewodniczący Sejmiku Samorządowego Województwa Pilskiego.

## Życiorys
Jego ojciec, Szczepan, był architektem i nauczycielem, uczestniczył w I wojnie światowej po stronie niemieckiej. Matka była natomiast Niemką z korzeniami włoskimi. Podczas II wojny światowej został przymusowo skierowany do pracy jako pomocnik magazyniera. Po wojnie uzupełnił wykształcenie, w 1947 zdał tzw. małą maturę, następnie ukończył liceum w Poznaniu i studia z inżynierii budownictwa na Politechnice Poznańskiej. W 1955 skierowany do pracy w Miejskim Zarządzie Architektoniczno-Budowlanym przy Prezydium Rady Narodowej w Pile. Później zatrudniony jako dyrektor techniczny Zakładów Materiałów Budowlanych i naczelny inżynier Dyrekcji Budowy Osiedli Robotniczych, gdzie zajmował się budową nieruchomości w okolicznych gminach. Pełnił również funkcję kierownika wydziału budownictwa w Urzędzie Wojewódzkim. 1 maja 1976 objął stanowisko prezydenta Piły, które zajmował do 1979. W III RP związał się z Sojuszem Lewicy Demokratycznej. W latach 90. zajmował stanowisko przewodniczącego rady gminy Tuczno. Był oddelegowany do Sejmiku Samorządowego Województwa Pilskiego, w 1994 wybrany jego szefem i oddelegowany do Krajowego Sejmiku Samorządu Terytorialnego. 23 listopada 1998 powołany na stanowisko starosty powiatu wałeckiego. Odwołany w połowie kadencji po zmianie koalicji w radzie, zastąpił go Janusz Różański. Działał w Towarzystwie Miłośników Ziemi Chodzieskiej.
Żonaty, ma dwoje dzieci.

## Wyróżnienia
Wyróżniony nagrodą Super Laur Powiatu Wałeckiego (2013).